# Anîsiv, Cernihiv
Anîsiv (în ucraineană Анисів) este localitatea de reședință a comunei Anîsiv din raionul Cernihiv, regiunea Cernihiv, Ucraina.

## Demografie
Componența lingvistică a localității Anîsiv
     Ucraineană (96,6%)
     Rusă (2,71%)
     Alte limbi (0,69%)
Conform recensământului din 2001, majoritatea populației localității Anîsiv era vorbitoare de ucraineană (96,6%), existând în minoritate și vorbitori de rusă (2,71%).